# Mauritius-Fruchttaube
Die Mauritius-Fruchttaube (Alectroenas nitidissimus; Synonym: Alectroenas nitidissima) ist eine ausgestorbene Taubenart aus der Gattung der Blauen Fruchttauben (Alectroenas). Sie war endemisch auf Mauritius. Als der französische Naturforscher Pierre Sonnerat diese Taube 1782 zum ersten Mal sah, erinnerte ihn die Gefiederfärbung an die holländische Flagge und so nannte er sie Pigeon Hollandais.

## Beschreibung

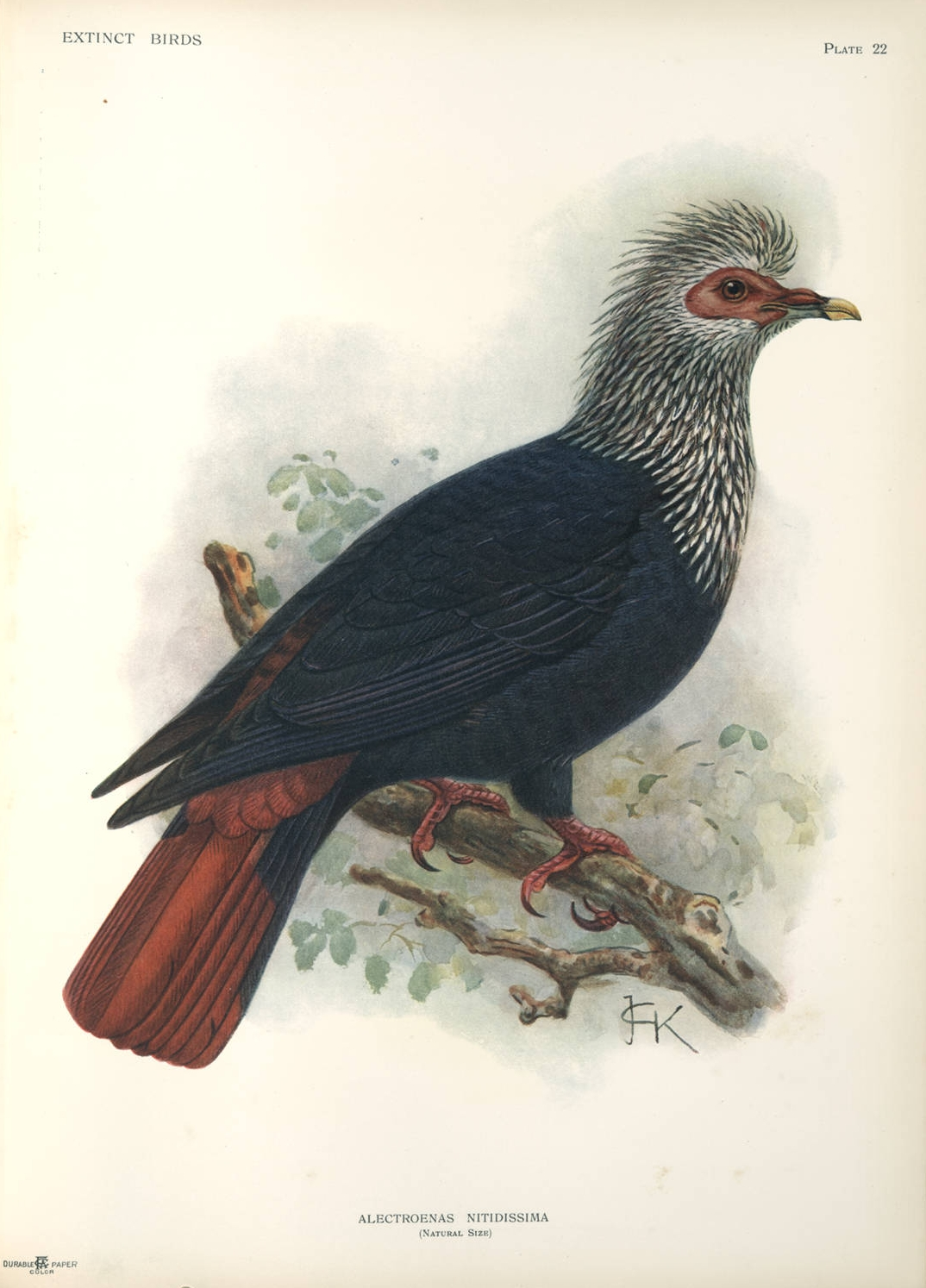
Illustration der Mauritius-Fruchttaube von John Gerrard Keulemans.

Die Mauritius-Fruchttaube erreichte eine Länge von 30 cm. Die Flügellänge betrug 208 mm, die Schwanzlänge 132 mm, die Schnabelfirstlänge 25 mm und die Lauflänge 28 mm. Die langen weißen Kopf-, Mantel- und Kehlfedern waren spitz zulaufend. Von den Augen über die Wangen bis zum Unterkiefer war eine nackte rote Gesichtshaut zu erkennen. Der Körper, die Flügel und die Oberschenkel waren indigoblau. Die Oberschwanzdecken waren dunkelrot. Der Schwanz war dunkelrot und an den Außenfahnen schwarz markiert. Die Iris war rot. Der Schnabel war grau mit einer gelblichen Spitze. Die Füße waren blaugrau.

## Lebensraum und Lebensweise
Über die Lebensweise der Mauritius-Fruchttaube ist kaum etwas bekannt geworden, zumal nur wenige Forscher die Art in der Wildnis beobachtet haben. So schrieb Julien Desjardins 1832 in seinem Bericht Troisieme Rapp, dass die Mauritius-Fruchttaube einzeln in Waldresten in der Nähe von Flussbänken anzutreffen war und sich von Früchten und Süßwassermuscheln ernährte. Joseph François Charpentier de Cossigny (1690–1780) untersuchte den Mageninhalt eines gestorbenen Tieres und schrieb 1755, dass er vier große Samen gefunden hätte, die er zuerst Calophyllum tacamahaca und später Labourdonnaisia calophylloides zuordnete. 1790 überlebte für wenige Monate ein Exemplar in der Menagerie von Wilhelm V. Batavus Prinz von Oranien, wo das einzige Mal die Stimme beschrieben wurde. Tagsüber waren Gurrlaute und während der Nacht oftmals Rufreihen von zehn bis zwölf „baf-baf-baf“-Lauten zu hören.

## Aussterben
Die Mauritius-Fruchttaube ist vermutlich während der 1830er-Jahre durch Überjagung, Lebensraumzerstörung sowie durch die Nestplünderung durch eingeführte Javaneraffen ausgestorben. In einem Briefwechsel mit René-Antoine Ferchault de Réaumur schrieb Cossigny im Jahre 1755, dass die Tauben bereits in den 1730er-Jahren infolge der Zerstörung ihres Lebensraums und durch die Nachstellung durch geflüchtete Sklaven selten geworden seien. Sonnerat berichtete 1782 von Prämien für die Erlegung von schädlichen Tieren, zu denen auch die Mauritius-Fruchttaube zählte. Im Jahre 1801 konnte Jacques Gérard Milbert noch mehrere Exemplare für den Nahrungserwerb schießen, notierte jedoch, dass die Tauben nur noch in den Wäldern am River Gorges zu finden waren. Das letzte Exemplar wurde 1826 von E. Geoffroy in einem Wald im Distrikt Savanne erlegt, obwohl Julien Desjardins noch im Jahre 1832 bemerkte, dass die Tauben noch in „der Mitte jener feinen Wälder im Zentrum der Insel zu finden wären, die durch ihre Abgeschiedenheit noch nicht der Axt zum Opfer gefallen sind“.
In den Museumssammlungen befinden sich drei Exemplare. Das erste von 1774 ist in einem sehr schlechten Zustand und befindet sich im Muséum national d’histoire naturelle in Paris. Ein zweites Exemplar wird seit 1819 im National Museum of Scotland in Edinburgh aufbewahrt. Das dritte von E. Geoffroy geschossene Exemplar wurde zunächst von Julien Desjardins erworben und ist heute im Mauritius Natural History Museum in Port Louis ausgestellt. Darüber hinaus befinden sich im Rijksarchief Den Haag zwei Radierungen, die zwischen den Jahren 1601 und 1603 entstanden sind und als älteste Darstellung der Art gelten. 2006 fand eine Expedition des Mauritian-European Dodo Research Programme in der Lagerstätte Mare-aux-Songes subfossile Knochen, die die Vermutung nahelegen, dass die Tauben einer Sturzflut oder einer ähnlichen Katastrophe zum Opfer gefallen sind.